# 那覇市立小禄中学校
那覇市立小禄中学校（なはしりつ おろくちゅうがっこう）は、沖縄県那覇市宇栄原二丁目にある市立中学校。

## 通学区域
字宇栄原446番地～447番地、458番地～462番地、476番地、489番地、493番地～501番地、503番地～515番地、522番地、527番地、577番地、595番地、620番地～621番地、625番地～630番地、633番地～637番地、642番地～644番地、652番地～655番地、657番地～662番地、666番地、668番地～788番地、792番地～795番地、797番地～804番地、807番地～811番地、813番地～826番地、853番地～863番地、865番地、867番地～874番地、907番地、911番地、920番地、925番地～943番地、946番地～948番地、950番地～971番地、976番地～988番地、994番地～1029番地、1036番地、1053番地、宇栄原2丁目1番～5番、13番～14番、16番～17番、18番7号～18番34号、19番～25番、宇栄原3丁目1番～14番、18番～21番、宇栄原4丁目(全部)、宇栄原5丁目1番～2番、7番、11番～12番、28番～30番、32番、宇栄原6丁目(全部)、字小禄766番地～793番地、843番地～887番地、889番地～894番地、901番地～933番地、935番地～937番地、941番地～942番地、959番地～985番地、990番地、1012番地、1017番地～1024番地、1027番地、小禄3丁目11番地～12番地、小禄4丁目3番地～13番地、19番地、20番地1～20番地11、20番地15～20番地20、21番地～22番地、小禄5丁目18番地、字具志(全部)、具志1丁目～3丁目(全部)、字高良(全部)、高良1丁目～2丁目(全部)、高良3丁目10番、12番～18番、字宮城(全部)、宮城1丁目(全部)

## 著名な出身者
- 田口泰士（プロサッカー選手、ジュビロ磐田）
- 我那覇和樹（プロサッカー選手、カマタマーレ讃岐）
- 當間建文（プロサッカー選手、松本山雅FC）
- 赤嶺真吾（プロサッカー選手、ファジアーノ岡山FC）
- 新垣貴之（プロサッカー選手、ギラヴァンツ北九州）
- 喜名哲裕（元プロサッカー選手、海邦銀行SC)
- 古波津辰希（プロサッカー選手、栃木シティFC）
- 上原牧人（プロサッカー選手、FC琉球）
- 知念広弥（元プロ野球選手、統一ライオンズ）
- 千葉開（プロボクサー）